# 野底武彦
野底 武彦（のか たけひこ、1928年3月27日 - 2007年8月10日）は、琉球政府および沖縄県の政治活動家。
琉球独立党（現・かりゆしクラブ）の前党首で、2005年以降は「名誉党首」。沖縄県与那国町出身。ペンネームは「野底 土南（ぬか どなん）」。

## 経歴
1928年（昭和3年）3月27日生まれ。沖縄本島に渡り沖縄県立首里第一中学校（現在の沖縄県立首里高等学校）入学する。その後台湾に移住し、台北州立基隆中学校（現在の国立基隆高級中学）に転校する。
終戦後、台湾から島づたいで北上し、法政大学経済学部に進学する。在学中には沖縄県出身者では初の公認会計士の資格を取得した。卒業後はアメリカ統治下であった沖縄県に戻り、沖縄大学の講師に就任した。
1968年の行政主席選挙に立候補し、琉球の独立を訴えたが落選した。琉球独立運動において、その専門職たる公認会計士の知識に基づき、本格的かつ緻密な経済学的手法によって、従来の独立論をふまえた上で理論的かつ学術的に、日本に統治されることなく経済的に自立＝独立国として国家経営が可能であることを、その著書『どうすれば通貨不安は解消できるか』などによって初めて主張した。

それに加え、
1. 尖閣諸島が琉球民族によって歴史的占有が行われていたとした。
2. 尖閣諸島に対する琉球民族の領有権をいち早く国際的に主張。当時、中華人民共和国、中華民国（台湾）、大韓民国、朝鮮民主主義人民共和国（北朝鮮）などの近接する国家は、この地域の領有権を大々的には主張していない（日本については尖閣諸島も参照の事）。
3. 周辺海域に埋設する地下資源にいち早く着目し、その掘削と開発を先駆的に首唱。

これらの3点も注目出来る。
その後、崎間敏勝とともに琉球独立党を結成し、党首に就任するが、1978年（昭和53年）7月30日の交通方法変更以降、党は活動停止状態に陥った。
2005年（平成17年）8月15日、有名無実と化していた党首の座を屋良朝助に譲り、自らは名誉党首となった。
2007年（平成19年）8月10日、肺炎で死去した。